# Molochișul Mare, Stînga Nistrului
Molochișul Mare este un sat din Unitățile Administrativ-Teritoriale din Stînga Nistrului (Transnistria), Republica Moldova.
Conform recensământului din anul 2004, populația localității era de 963 locuitori, dintre care 837 (86.91%) moldoveni (români), 68 (7.06%) ucraineni si 53 (5.5%) ruși.
În sat sunt amplasate „izvoarele din satul Molochișul Mare”, o arie protejată din categoria monumentelor naturii de tip hidrologic.

## Personalități

### Născuți în Molochișul Mare
- Mihail Dieur (1920–1996), politician și om de stat sovietic moldovean, președinte (primar) al Comitetului executiv al orașului Chișinău.

## Legături externe
- pl Mołokisze Wielkie în Dicționarul geografic al Regatului Poloniei și al altor țări slave, volum VI (Malczyce — Netreba) 1885